# フランク・ランパード・シニア
フランク・リチャード・ジョージ・ランパード（Frank Richard George Lampard, 1948年9月20日 - ）は、イングランド・ロンドン出身の元同国代表サッカー選手。現役時代のポジションは左サイドバック。

## 家族
トッテナム・ホットスパーFC元監督のハリー・レドナップとは義理の兄弟（レドナップの妻とランパードの妻が姉妹）で元イングランド代表MFのジェイミー・レドナップは甥、さらに息子はチェルシーFC監督のフランク・ランパードというサッカー一家である。度々チェルシーの試合観戦に訪れている。